# Бурлаков Дмитро Дмитрович
Дмитро́ Дми́трович Бурлако́в — капітан Збройних сил України, учасник російсько-української війни, що відзначився під час російського вторгнення в Україну в 2022 році.

## Життєпис
Дмитро Бурлаков народився 1987 року в селі Лощинівка Ізмаїльського району на Одещині. Бортовий авіатехнік вертольота Мі-8 пошуково-рятувальної служби вижив після жорсткого падіння його машини, збитої 5 квітня 2022 року російськими окупантами під Маріуполем. Вертоліт уже встиг наблизитися до точки евакуації поранених, звідки було видно дим від раніше збитого ЗС РФ українського вертольота, складу якого була потрібна допомога. Однак у цей момент у машину вчучила ракета з переносного зенітного ракетного комплексу російських окупантів. Внаслідок падіння вертольота український авіатехнік дивом вижив, але зазнав численних поранень — пошкодження руки та переламані обидві ноги. Спершу надійшла інформація про загибель. Довгий час Дмитро Бурлаков перебував у списку зниклих безвісти. Потім російські ЗМІ опублікували відеозапис його допиту, де він був прикутий до ліжка в російському шпиталі в Криму. Напередодні Великодня у Чистий четвер стало відомо, що капітана обміняли і він перебуває у Запоріжжі. Після цього його відправили на лікування до Львова. За ініціативою та пропозицією болгарських медиків, Дмитра Бурлакова після тривалого узгодження української та болгарської сторін було доставлено до лікарні імені Пирогова в Софії.

## Нагороди
- орден «Богдана Хмельницького» III ступеня (2022) — за особисту мужність і самовіддані дії, виявлені у захисті державного суверенітету та територіальної цілісності України, вірність військовій присязі.